# The Young Gods
A seminal banda The Young Gods foi formada em 1985 por Franz Treichler, Cesare Pizzi e Frank Bagnoud na cidade de Genebra, Suíça. O trio é um dos precursores na utilização do sampler como instrumento musical e tornou-se uma das bandas de rock industrial mais influentes da época. Devido às diversas mudanças de line-up, a sonoridade do grupo foi se modificando ao longo dos anos, passando a adicionar elementos de música eletrônica e ambiente. O nome do grupo foi inspirado pelo EP The Young God da banda de noise rock Swans. Treichler, líder e único membro constante em todas as formações dos Young Gods, atua como vocalista e principal compositor. Al Comet, nos teclados/samplers, e o baterista Bernard Trontin completam o trio atual.
Embora o grupo nunca tenha alcançado grande êxito comercial, o legado dos Young Gods na música contemporânea é indíscutível. Diversos artistas consagrados já evidenciaram sua admiração e reverência ao trio suíço. Dentre as várias bandas e músicos passíveis de citação, destacam-se os Chemical Brothers, Mike Patton, The Edge (U2), Maynard James Keenan (Tool), Napalm Death, Ministry, Apoptygma Berzerk e David Bowie.

## História

### Formação e primeiros trabalhos
Treichler e Pizzi eram colegas de quarto e já haviam tido alguma experiência como músicos de outras bandas. Treichler havia criado duas demos e possuía um gravador cassete de quatro canais em casa. Pizzi, um aficionado por computadores, não tinha mais interesse em trabalhar com música, porém ofereceu ajuda a Treichler no caso deste querer tocar suas composições em shows. Após o primeiro show, no final de 1985, os dois conseguiram um baterista (Bagnoud) e criaram a banda, que constituiu-se de um trio em todas suas formações.
Os primeiros shows do TYG foram feitos de maneira bastante rudimentar. Os integrantes dispunham apenas de dois teclados e um aparelho de walkman com uma espécie de secretária eletrônica (atendedor de chamadas ou atendedor automático em Portugal) para tocar os trechos de sons (loops), que eram acionados por um pedal de guitarra. Segundo Treichler, para cada música tocada era necessário trocar um conjunto inteiro de fitas, o que tornava as apresentações da banda numa série de esforços "épicos". Após dez shows, o grupo conseguiu adquirir um sampler Akai.
Em 1986 os Young Gods lançaram o single "Envoyé!", cujo refrão possui sons de balas ricocheteando. A canção tornou-se uma das mais conhecidas e emblemáticas do grupo, tornando o TYG bastante conhecido na Inglaterra. No ano seguinte a banda lançou pela Wax Trax! Records o primeiro disco, auto-intitulado, cuja produção ficou a cargo de Roli Mossiman (então baterista dos Swans). Mossiman, visto como o "quarto" integrante da banda, viria a produzir a maioria dos discos seguintes do grupo. The Young Gods é composto quase que totalmente por músicas em francês – as exceções são "Did You Miss Me?" (cover de Gary Glitter) e "The Irrtum Boys" – e grande parte dos instrumentos presentes nas músicas foram processados por meio de samplers, o que demonstra o pioneirismo da banda com o instrumento. O álbum, considerado o mais pesado de toda a história do TYG, foi eleito disco do ano pela revista inglesa Melody Maker.
O trabalho seguinte, L'Eau Rouge, foi lançado em 1989 pela gravadora Play It Again Sam, parceira comercial da Wax Trax! Records na Europa. Os Young Gods continuariam a utilizar extensivamente samples de guitarra e música clássica, com maior ênfase nas orquestrações. L'Eau Rouge é considerado superior ao debut pela crítica especializada, onde destacam-se as faixas "L'Amourir", "Longue Route" e a faixa-título. Em 2021, foi eleito pela Metal Hammer como o 22º melhor álbum de metal sinfônico de todos os tempos. O álbum marca a saída de Bagnoud, que fora substituído por Urs "Üse" Hiestand na bateria. Todas as canções do LP são cantadas em francês por Treichler, que nos créditos utiliza o pseudônimo Franz Muze. Neste mesmo ano, o grupo realizou cerca de 40 shows nos Estados Unidos, onde conhecera bandas como Ministry e Soundgarden. O público norte-americano se interessou pela mistura de sons dos Young Gods e a partir dali, a banda se tornou referência dentre os diversos nomes surgidos no cenário alternativo e industrial do início da década de 90, cujos expoentes foram os álbuns Pretty Hate Machine, do Nine Inch Nails, e The Land of Rape and Honey, do já citado Ministry, que viria a tocar com os Young Gods anos depois.
Play Kurt Weill é lançado em 1991, época em que Al Comet entra no lugar de Cesare Pizzi. A formação Treichler, Hiestand e Comet se manteria imutável até 1997. Neste disco, um concerto tributo a Kurt Weill, os Young Gods criaram arranjos fantásticos para as canções do compositor alemão, a quem Treichler qualifica como um dos "padrinhos da música pop". Devido a performance de Franz em "Alabama Song", a crítica musical compara-o a Jim Morrison, que já havia gravado a canção em 1967 com os Doors. Os Young Gods, por sua vez, tocaram "The End" em diversos shows, fato que pode ser comprovado no segundo CD da coletânea do grupo lançada em 2005.

### T.V. Sky e as experimentações com música eletrônica
Ainda sobre o rótulo de banda de rock industrial, o TYG lança em 1992 o disco T.V. Sky, composto somente de músicas em inglês, numa clara tentativa do grupo penetrar no concorrido mercado norte-americano. O álbum foi o breakthrought comercial da banda suíça na América do Norte. A canção "Skinflowers" é escolhida como single e a partir dela foi produzido um notório videoclipe. A faixa de encerramento, "Summer Eyes", foi composta em homenagem aos Doors. O disco é razoavelmente bem-sucedido em termos de vendas e a banda realiza mais uma turnê nos Estados Unidos. No ano seguinte, o TYG lança o primeiro disco ao vivo (ao vivo em Portugal) Live Sky Tour. Gravado em Melbourne, o álbum é um apanhado da carreira do grupo, contendo faixas de todos os trabalhos anteriores.

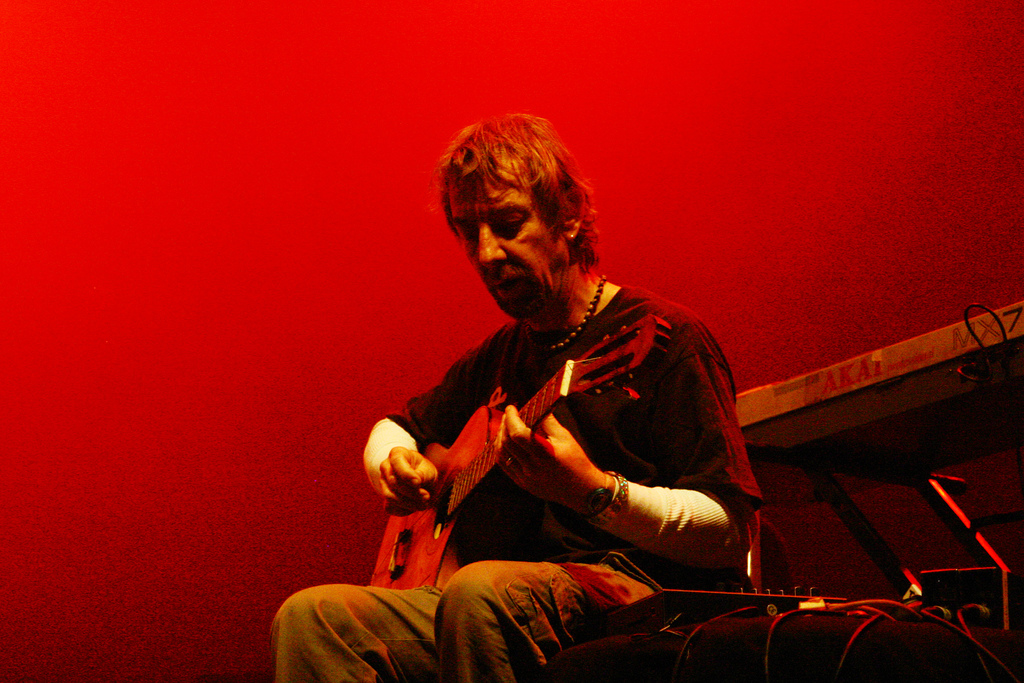
Al Comet

Com a popularidade em alta, os Youngs Gods conseguiram um contrato com a respeitada gravadora norte-americana Interscope Records, o que significaria maior exposição no mercado fonográfico daquele país. Em função disso, o grupo passou a ter grande preocupação com a utilização de samples de outros artistas e, temendo processos por direitos autorais, decidiu compor apenas com os sons criados pelos próprios integrantes. Houve uma mudança sensível na sonoridade da banda e o resultado desta transformação foi o aclamado álbum Only Heaven (1995), considerado pela crítica "o melhor disco do TYG". O disco mostra os Young Gods rumando para outras vertentes musicais ao incorporar elementos de música eletrônica e ambiente em suas composições, algo que eles já haviam demonstrado em algumas passagens do álbum anterior. "Kissing the Sun", sexta faixa de Only Heaven, é considerada pelos fãs como uma das melhores músicas da banda. Os dezessete minutos da épica "Moon Revolutions", a espacial "Donnez les Esprits" e a balada acústica "Child in the Tree" também são destaques deste marco na carreira do TYG. Um disco inteiro foi composto a partir das sobras de Only Heaven, com o apropriado título de Heaven Deconstruction (1996). Este álbum é o primeiro trabalho da banda sem o uso dos vocais de Franz e, ao longo de suas dezessete faixas, os Young Gods lançaram o seu disco menos acessível.
No ano seguinte, o baterista Use Hiestand decidiu deixar a banda. Segundo Treichler, em entrevista concedida à revista portuguesa Blitz, Hiestand havia se tornado pai pela segunda vez e alegara que teve pouco tempo de acompanhar o crescimento do primeiro filho devido à vida na estrada. Os Young Gods lançaram Second Nature em Outubro de 2000.

### Os Young Gods no século XXI
Após uma espera de quase quatro anos, o grupo lançou o disco Music for Artificial Clouds. Este álbum marca o ápice da banda no experimentalismo com a música ambiente.
No dia 6 de fevereiro de 2007, os Young Gods anunciaram seu último trabalho: Super Ready/Fragmenté. Composto de doze faixas, o álbum foi lançado em 24 de abril deste ano pela Ipecac Records, gravadora de Mike Patton. Antes mesmo do álbum chegar às lojas, algumas canções já haviam sido apresentadas ao público em shows recentes da banda, como a faixa-título, "I'm the Drug", "C’est Quoi C’est Ça", "El Magnifico" e "Everywhere". Um novo remix de "Secret" também faz parte de Super Ready/Fragmenté.

## Discografia
| - Data Mirage Tangram (2019) - Everybody Knows (2010) - Knock On Wood (2008) - Super Ready/Fragmenté (2007) - XXY (2005) - Music for Artificial Clouds (2004) - Six Dew Points (2002) - Live Noumatrouff, 1997 (2001) - Second Nature (2000) - Heaven Deconstruction (1996) - Only Heaven (1995) - Live Sky Tour (1993) - T.V. Sky (1992) - Play Kurt Weill (1991) - L'Eau Rouge (1989) - The Young Gods (1987) |  | - "Secret" (2005) - "Denature.1" (2002) - "Lucidogen" (2000) - "Kissing the Sun – Remixes" (1995) - "Kissing the Sun" (1995) - "Skinflowers" (1992) - "Gasoline Man" (1992) - "Lougue Route – Remix" (1990) - "L'Amourir" (1988) - "Did You Miss Me?" (1987) - "Envoyé!" (1986) |  | Franz Treichler - Braindance (2001) - copier.coller (2000) Al Comet - White Planet (2004) - Comet (1997) - Europ Pirat (1991) - L.A.D. (1990) |